# 森作湖仙
森作 湖仙（もりさく こせん、明治9年（1876年）10月10日 - 大正14年（1925年）9月5日）は、明治から大正時代の女流画家である。

## 経歴
茨城県行方郡秋津村串挽（現・鉾田市）に森作要蔵・すき夫妻の次女として生まれた。本名はふじ（一説に富思）。幼少より画才をあらわし、紙凧を描いては市販のものより優れていたといわれた。後に上京し、松本楓湖の家に住み込み画業に励んだ。明治29年（1896年）と明治30年（1897年）に湖仙が兄竹次郎に宛てた封書の裏には、「東京浅草区茅町2丁目31番地松本楓湖塾方」とあるので、20歳頃にはすでに入塾し、この頃から湖仙という号を使っていたこと、また文面から、兄竹次郎が学費を援助していたことを知ることができる。明治29年（1896年）に松本楓湖の門下生を中心に巽画会が結成されているので、湖仙もこの会で研磨を積んだであろうと思われる。湖仙は「人物花鳥をよくし、特に美人画を得意とした」と言われている。明治40年（1907年）の東京勧業博覧会では、師の楓湖は「長年奉帝」で1等賞を受賞し、湖仙が出品した「琴調の図」は当時の台湾総督の買上げとなった。生家のある鉾田市の発行した歴史書の紹介欄には、新しい生き方を主張する明治の女性として、唯一写真入りで掲載されている。また大正4年（1915年）発行の『婦人週報』７月号に「面白かった夏」と題して手記が掲載された。湖仙は生涯故郷に戻ることなく、晩年は東京市本郷区に住み、病を得て、大正14年（1925年）に亡くなった。享年50。生涯独身。遺骨は故郷串挽の自蔵院に分骨埋葬されている。

## 代表作
- 『秋夜の図』日本美術協会、明治32年（1899年）
- 『美人観花』日本絵画協会、明治33年（1900年）
- 『唐美人』日本絵画協会、明治34年（1901年）
- 『元禄美人』巽画会、明治38年（1905年）
- 『琴棋書図』巽画会、明治39年（1906年）
- 『琴調の図』東京勧業博覧会、明治40年(1907年)
- 『しづかな夜』巽画会、明治44年（1911年）
- 『朝霧の図』東洋絵画協会、明治44年（1911年）

## 関係資料
- 図説『ほこたの歴史』鉾田町史編纂委員会、170－171P
- 『鉾田通史（下）』、278－280P
- 大内健二『茨城書画鑑賞の手引き』 筑波書林、上62P
- 『広報ほこた』昭和49年3月号